# Trachichthyiformes
I Trachichthyiformes sono un ordine di pesci ossei marini.

## Distribuzione e habitat
I Trachichthyiformes sono cosmopoliti.
Vivono in habitat diversi, da acque poco profonde come gli Anomalopidae a profondità abissali come molti Diretmidae e Anoplogastridae.

## Tassonomia
I Trachichthyiformes sono stati a lungo considerati appartenenti ai Beryciformes.

## Famiglie
- Anomalopidae
- Anoplogastridae
- Diretmidae
- Monocentridae
- Trachichthyidae